# شون غرين
شون غرين (بالإنجليزية: Sean Green)‏ هو لاعب كرة قاعدة أمريكي، ولد في 20 أبريل 1979 في لويفيل في الولايات المتحدة.

## وصلات خارجية
- شون غرين على موقع دوري كرة القاعدة الرئيسي (الإنجليزية)
- شون غرين على موقعبيزبول رفرنس.كوم (الدوري الرئيسي) (الإنجليزية)
- شون غرين على موقعبيزبول رفرنس.كوم (الدوري الثانوي) (الإنجليزية)
- شون غرين على موقع إي إس بي إن.كوم (أم.أل.بي) (الإنجليزية)
- شون غرين على موقع مشجعي الرسوم البيانية (الإنجليزية)